# HD9121
HD9121 — хімічно пекулярна зоря спектрального класу A2, що має видиму зоряну величину в смузі V приблизно  9,6.
Вона  розташована на відстані близько 1230,8 світлових років від Сонця.